# Rally Sierra Morena de 2008
El Rally Sierra Morena de 2008 oficialmente 26.º Rallye Sierra Morena, fue la vigésimo sexta edición y la novena ronda de la temporada 2008 del Campeonato de España de Rally. Fue también puntuable para la Beca RMC, la Challenge Clio R3, el Desafío Peugeot, la Mitsubishi Evo Cup, la Nissan 350 Z y la Copa Suzuki Swift. Se celebró del 10 al 12 de octubre y contó con un itinerario de diez tramos sobre asfalto que sumaban un total de 170 km cronometrados.

## Itinerario
| Día   | Tramo | Nombre          | Distancia | Ganador              | Líder                |
| ----- | ----- | --------------- | --------- | -------------------- | -------------------- |
| Día 1 | TC1   | Arenales 1      | 11.70 km  | Enrique García Ojeda | Enrique García Ojeda |
| Día 1 | TC2   | Pozoblanco 1    | 25.29 km  | Enrique García Ojeda | Enrique García Ojeda |
| Día 1 | TC3   | Cerrobejuelas 1 | 11.73 km  | Luis Monzón          | Enrique García Ojeda |
| Día 1 | TC4   | Arenales 2      | 11.70 km  | Sergio Vallejo       | Enrique García Ojeda |
| Día 1 | TC5   | Pozoblanco 2    | 25.29 km  | Enrique García Ojeda | Enrique García Ojeda |
| Día 1 | TC6   | Cerrobejuelas 2 | 11.73 km  | Enrique García Ojeda | Enrique García Ojeda |
| Día 1 | TC7   | Posadas 1       | 19.87 km  | Sergio Vallejo       | Enrique García Ojeda |
| Día 1 | TC8   | Cerrotrigo 1    | 16.57 km  | Enrique García Ojeda | Enrique García Ojeda |
| Día 1 | TC9   | Posadas 2       | 19.87 km  | Sergio Vallejo       | Enrique García Ojeda |
| Día 1 | TC10  | Cerrotrigo 2    | 16.57 km  | Sergio Vallejo       | Enrique García Ojeda |

## Clasificación final
| Pos. | Piloto               | Copiloto                | Automóvil                | Tiempo    | Diferencia |
| ---- | -------------------- | ----------------------- | ------------------------ | --------- | ---------- |
| 1.   | Enrique García Ojeda | Jordi Barrabés          | Peugeot 207 S2000        | 1:52:36.3 | 0.0        |
| 2.   | Sergio Vallejo       | Ramón López             | Porsche 997 GT3 RS 3.6   | 1:53:18.4 | +0:42.1    |
| 3.   | Luis Monzón          | José Carlos Déniz       | Peugeot 207 S2000        | 1:53:56.6 | +1:20.3    |
| 4.   | Manuel Aviñó         | Ignacio Aviñó           | Porsche 997 GT3 RS 3.6   | 2:00:01.7 | +7:25.4    |
| 5.   | Jordi Martí          | Gabriel Sánchez         | Mitsubishi Lancer Evo IX | 2:00:48.4 | +8:12.1    |
| 6.   | Carlos Márquez       | Aintzane Goñí           | Mitsubishi Lancer Evo IX | 2:01:06.4 | +8:30.1    |
| 7.   | Diego Cabanela       | Cándido Carrera         | Mitsubishi Lancer Evo IX | 2:01:20.1 | +8:43.8    |
| 8.   | Álvaro Muñiz         | César F. Blanco         | Mitsubishi Lancer Evo IX | 2:02:13.0 | +9:36.7    |
| 9.   | Fran Cima            | Alejandro Noriega       | Renault Clio R3          | 2:03:33.2 | +10:56.9   |
| 10.  | Isidoro Jiménez      | Francisco Javier Molina | Mitsubishi Lancer Evo IX | 2:05:01.5 | +12:25.2   |